# Lá menor
Em teoria musical e harmonia, Lá menor (abreviatura no sistema europeu Lá m e no americano de cifras Am) é a tonalidade que consiste na escala menor baseada na nota lá (ou nota tônica A), ou seja, é um conjunto de notas organizadas em sequencia gradual de altura,  e contém as notas lá, si, dó, ré, mi, fá, sol e lá, e a sua armadura não contém acidentes (sem sustenidos e sem bemóis) seguindo o padrão estrutural (ou estrutura intervalar) do modo menor (que possui cinco intervalos de tons e dois intervalos de semitons entre as notas). A sua tonalidade relativa é dó maior e sua paralela lá maior. As alterações para as versões melódicas e harmônicas são escritas se forem necessárias.
No piano a escala de Lá menor não é tocado nas teclas pretas, por isso é referida como "escala das teclas brancas".
A escala relativa da escala maior, é a escala menor que inicia a partir da sexta nota (grau VI) da escala de Lá menor, neste caso é a Dó Maior; pois estas possuem a mesma armadura de clave (os mesmos acidentes sustenidos e bemóis) e as mesmas notas, são chamadas de "escalas enarmonicamente equivalentes".

## Harmonia

### Graus harmônicos
Na harmonia e na teoria musical, cada grau da escala recebe um nome de acordo com a sua função exercida:
| Grau | Nome           | Nota    | Função |
| ---- | -------------- | ------- | --- |
| I    | Tônica         | Lá (A)  | grau que determina a tonalidade da música. Tem a função de repouso natural - nota de menor tensão, geralmente apresentada no final de uma composição, passando a sensação de finalização.                                |
| II   | Supertônica    | Si (B)  | acima da tônica. Tem duas funções resolutivas: em direção à tônica, ou em direção à mediante. Grau que substitui a subdominante.                                                                                         |
| III  | Mediante       | Dó (C)  | grau intermediário formando uma terça com a tônica e a dominante. Como a subdominante, é uma nota modal, que determina se está no modo maior ou modo menor.                                                              |
| IV   | Subdominante   | Ré (D)  | abaixo da dominante. Tem função de afastamento, com sentido meio-instável, uma forma intermediária sem a estabilidade da tônica e sem a angústia da dominante.                                                           |
| V    | Dominante      | Mi (E)  | quinto grau a partir da tônica. entre a subdominante e a superdominante. Tem a função de tensão para a entrada da tônica, com a estabilidade.                                                                            |
| VI   | Sobredominante | Fá (F)  | acima da dominante. grau intermediário (forma intervalo de terça) entre subdominante e tônica superior. Tem função fraca e, pode substituir a tônica.                                                                    |
| VII  | Sensível       | Sol (G) | subtônica, quando o intervalo com à tônica superior é de um tom (escala menor natural); sensível quando o intervalo com à tônica superior é de um semitom (escala maior, escala menor harmônica e escala menor melódica) |

## Composições

### Músicas eruditas em lá menor
- Für Elise[13] - Ludwig van Beethoven